# 헤론

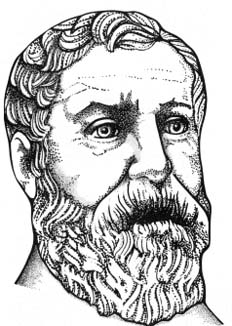
헤론

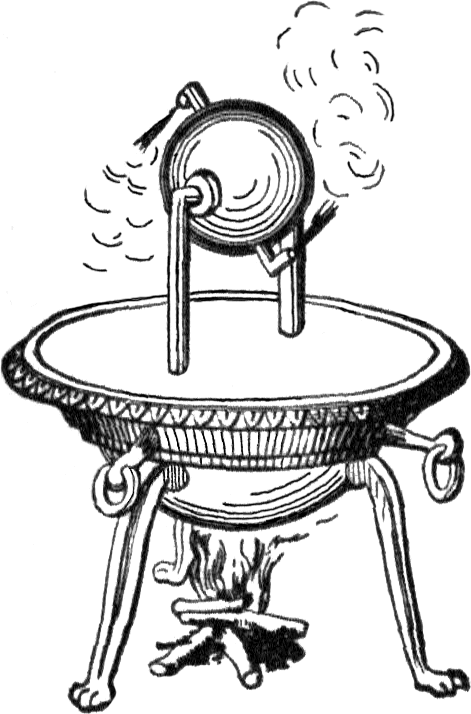
헤론의 공

헤론(Ήρων, 10년경 ~ 70년)은 고대 이집트에서 태어나 알렉산드리아에서 활약한 고대 그리스인 발명가이자 수학자이다. 기록으로 남겨진 가장 오래된 증기기관 헤론의 공(aeolipile)의 고안자로 유명하다. 원자론을 추종했던 것으로 여겨지며, 스승은 크테시비우스(Κτησίβιος)이다.
이론보다 수학·역학의 응용면에서 능력을 발휘하였으며, 조준의로 토지를 측량하거나 월식(月蝕)을 이용하여 로마∼알렉산드리아의 거리를 측정하였다. 또 일종의 증기터빈인 '헤론의 기력구(汽力球)'와 수력(水力) 오르간, 주화(鑄貨)를 넣으면 물이 나오는 '성수함(聖水函)', 기타 여러 가지 자동장치를 발명하였다. 그 일부는 선배들의 발명을 모방·개량한 것이라 한다.
몇 문헌에선 그의 활동시기가 기원전 150년이었던 것으로 언급되지만, 이런 자료는 그의 저서와 발명품의 시기와 맞지 않는다. 이는 ‘첫 번째 세기’라는 구문을 잘못 해석하여 빚어진 오류로 여겨지고 있다. 그가 살았던 시기는 명확하지 않으나, 62년 3월 13일 있었던 월식을 직접 겪었던 것으로 여겨지며, 이에 따라 1세기에 살았다는 설이 정설로 받아들여지고 있다.
증기의 압력을 이용한 다양한 기계를 고안했으나, 스스로 돌아가며 운동하는 증기기관은 실제로 만들지 못했다. 주요 발명품으로 증기 터빈 등을 이용한 자동으로 열리는 문 등이 있다.
수학에서는 측량법을 개량한 것으로 알려져 있다.
헤론의 가장 중요한 기하학 저서 〈도량 Metrica〉은 1896년에 발견되었다. 1권에는 3각형, 4변형, 3~12변의 정다각형, 원과 호, 타원, 포물선의 부분 면적과 원기둥, 원뿔, 구, 구의 부분 면적을 구하는 방법이 열거되어 있다. 이 책에는 헤론의 공식이 유도되어 있다. 여기서 a, b와 c는 3각형 각 변의 길이이고, s는 3각형 둘레길이의 1/2이다. 또한 어떤 수의 제곱근을 어림잡는 방법도 들어 있다. BC 2000년경 고대 바빌로니아인에게도 알려진 이 방법은 현대의 컴퓨터에서도 자주 사용된다. 2권에는 원뿔, 3각뿔, 원기둥, 평행6면체, 각기둥, 원뿔과 3각뿔의 절단체, 구와 구의 부분, 원환면(圓環面), 정5면체, 몇 개의 의(擬)각기둥들의 부피를 계산하는 방법이 있다. 3권에는 어떤 면적과 부피를 주어진 비율로 나누는 내용이 들어 있다.
그러나 유명한 '헤론의 공식(3각형의 3변의 길이에서 그 넓이를 구하는 방법)'은 헤론 자신의 발견은 아닌 듯하다.

## 저서
현재까지 남아있는 저서는 다음과 같다.
- Pneumatica (그리스어, c. 60)
- Automata (그리스어)
- Mechanics (아랍어)
- Metrics (아랍어)
- Dioptra (아랍어)

광학 분야에서 헤론은 빛이 두 지점 간의 최단거리의 경로를 통과하여 지나간다는 가설을 제안했다. 이 가설은 현재는 최단거리가 아닌 최단시간이 걸리는 경로를 지나간다는 페르마의 원리에 의해 부정되었다. 그러나 헤론은 자신의 가설에 기반하여 빛의 입사각과 반사각이 같다는 반사의 원리를 증명했다.
기하학 분야에서 삼각형의 세변의 길이에서 넓이를 구해내는 공식인 헤론의 공식{\displaystyle {\biggl (}S={\sqrt {s(s-a)(s-b)(s-c)}},\ \ s={\dfrac {a+b+c}{2}}{\biggr )}}은 유명하다. 그리고, 어떤 수의 제곱근을 반복해서 계산해 내는 알고리즘을 제시하기도 했는데, 이는 바빌로니아 법과 거의 비슷하다.
물, 불, 증기 등을 동력으로 이용하고, 특히 피드백을 교묘하게 이용하여 제어되는 여러 기계를 발명한 것으로 알려져 있다. 그의 기계들은 특히 스스로 움직이며, 동작을 부분적으로 프로그래밍 할 수 있었다.